# マンセル島
マンセル島（マンセルとう、英: Mansel Island）は、カナダのヌナヴト準州クィキクタアルク地域にある北極諸島の無人島。ケベック州のアンガヴァ半島沖のハドソン湾に位置する。面積は3180km2で、世界で159番目、カナダの島のなかでは28番目に大きい。トナカイの保護区がある。
島名は1613年、トマス・バットン卿がイギリス海軍軍人のロバート・マンセル卿にちなみ命名した。イヌイットはマンセル島のことをプッジュナック (Pujjunaq) という。